# Massimiliano Valcareggi
Massimiliano Valcareggi (griechisch Μαξιμιλιανο Βαλκαρεντζι, * 12. Februar 1995 in Triest) war ein griechisch Skirennläufer italienischer Herkunft.

## Karriere
Valcareggi gab sein internationales Debüt bei einem Citizenrennen in Val Thorens. 2013 und 2015 nahm er jeweils an den Alpinen Skiweltmeisterschaften teil. Sein bestes Ergebnis erreichte er mit dem 50. Platz im Riesenslalom 2013. 2014 nahm er an den olympischen Spielen teil und erreichte im Slalom den 37. Platz.
Am 17. Dezember 2017 startete Valcareggi zum ersten und einzigen Mal bei einem Weltcuprennen. Beim Riesenslalom auf der Gran Risa konnte er sich jedoch nicht für den zweiten Durchgang qualifizieren.
Sein letztes internationales Rennen bestritt Valcareggi am 11. März 2018 am Kronplatz, danach ist er nicht mehr als Rennläufer in Erscheinung getreten.

## Privates
Nach seiner aktiven Karriere studiert Valcareggi und arbeitet als Skilehrer in den Dolomiten.
Er ist ein Urenkel des italienischen Fußballspielers Ferruccio Valcareggi. Seine Großmutter mütterlicherseits stammt aus Griechenland, wodurch er neben der italienischen, auch die griechische Staatsbürgerschaft besitzt.

## Erfolge

### Olympische Winterspiele
- Sotschi 2014: 37. Slalom, 54. Riesenslalom, DSQ Super G

### Weltmeisterschaften
- Schladming 2013: 50. Riesenslalom, DNQ Slalom
- Vail/Beaver Creek 2015: DNF Riesenslalom, DNQ Slalom

### Juniorenweltmeisterschaften
- Crans-Montana 2011: 59. Slalom, DNF Riesenslalom
- Roccaraso 2012: 12. Kombination, 41. Abfahrt, 43. Slalom, 50. Super G, 63. Riesenslalom,
- Jasná 2014: 86. Abfahrt, DNF Riesenslalom,  DNS Super G, DNS Super Kombination

### South American Cup
- 4 Platzierung unter den besten 30

### Olympische Jugend-Winterspiele
- Innsbruck 2012: 8. Super-G, 18. Slalom, DNF Riesenslalom, DNF Super Kombination

### Europäisches Olympisches Winter-Jugendfestival
- Brașov 2013: 25. Riesenslalom, DNF Slalom

### Weitere Erfolge
- 2 Podestplätze bei FIS-Rennen, davon ein Sieg
- Griechischer Meister im Riesenslalom (2012, 2014)
- Griechischer Meister im Slalom (2014)
- Griechischer Vizemeister im Riesenslalom (2011)
- Bronze bei den griechischen Meisterschaften im Riesenslalom (2017)